# Фридрих II фон Орламюнде
Фридрих II фон Орламюнде (на немски: Friedrich II (III) von Orlamünde; † 14 октомври 1368) е граф на Орламюнде-Лауенщайн.

## Произход
Той е син на граф Ото VIII (VII) фон Ваймар-Орламюнде († 1334) и съпругата му Хелена фон Цолерн-Нюрнберг († ок. 1374), дъщеря на бургграф Фридрих IV фон Цолерн-Нюрнберг († 1332) и Маргарета от Каринтия († 1348). Майка му Хелена фон Нюрнберг се омъжва втори път сл. 27 януари 1346 г. за граф Хайнрих IX фон Шварцбург († 1358/1360).

## Фамилия
Фридрих II фон Орламюнде се жени пр. 18 ноември 1357 г. за София фон Шварцбург-Бланкенбург († 1392), разведена 1357 г. от граф Георг I фон Кефернбург-Илменау († 1376), дъщеря на германския крал Гюнтер XXI фон Шварцбург-Бланкенбург († 1349) и съпругата му Елизабет фон Хонщайн-Клетенберг († 1380), дъщеря на граф Хайнрих IV фон Хонщайн-Клетенберг. Те имат двама сина:
- Ото VII (VIII/X) фон Орламюнде-Лауенщайн († между 25 февруари 1404 и 28 април 1405), женен пр. 8 юли 1395 г. за Лукардис фон Гера († между 16 май 1399 и 18 август 1415)
- Херман фон Ваймар-Орламюнде († ок. 20 март 1432), каноник, вице-дякон във Вюрцбург (1411), погребан в катедралата във Вюрцбург

София фон Шварцбург се омъжва трети път сл. 1368 г. за граф Хайнрих XI фон Щолберг († 1377/78) и четвърти път 1377 г. за Йохан II фон Шварцбург-Вахсенбург (1327 – 1407).